# Toramokivalo
Toramokivalo är en kulle i Finland. Den ligger i Rovaniemi i landskapet Lappland, i den norra delen av landet, 700 km norr om huvudstaden Helsingfors. Toppen på Toramokivalo är 210 meter över havet.
Terrängen runt Toramokivalo är platt. Runt Toramokivalo är det mycket glesbefolkat, med 2 invånare per kvadratkilometer. Det finns inga samhällen i närheten. 